# Boris Grigorjewitsch Galjorkin
Boris Grigorjewitsch Galjorkin (russisch Борис Григорьевич Галёркин, wissenschaftliche Transliteration Boris Grigor'evič Galërkin, häufig als Galerkin transkribiert; * 20. Februarjul. / 4. März 1871greg. in Polozk, heute Belarus; † 12. Juli 1945 in Leningrad) war ein sowjetischer Ingenieur und Mathematiker.

## Leben
Galjorkin besuchte die jüdische Schule in Polotsk und legte die externen Prüfungen für die Realschule in Minsk ab und studierte ab 1893 am Polytechnikum in Sankt Petersburg. Um sein Studium zu finanzieren, arbeitete er nebenbei als Privatlehrer und als Technischer Zeichner. Gleichzeitig wurde er Mitglied der russischen Sozialdemokraten. Nach dem Abschluss 1899 als Externer (er war wegen revolutionärer Aktivitäten am Polytechnikum relegiert worden) arbeitete er in einer Lokomotivfabrik in Charkiw und ab 1903 als Ingenieur beim Bau einer Eisenbahnlinie in der Mandschurei. Ende des Jahres war er in Sankt Petersburg, wo er leitender Ingenieur in einer Dampfkesselfabrik war. Gleichzeitig war er weiter für die Sozialdemokraten aktiv und organisierte eine Ingenieurs-Gewerkschaft. 1905 wurde er einige Monate inhaftiert und 1907 wurde er für seine politischen Aktivitäten zu eineinhalb Jahren Gefängnis verurteilt.
Im Gefängnis begann er sich mit Bauingenieurwesen zu befassen und besuchte nach der Entlassung 1908 von 1909 bis zum Beginn des Ersten Weltkriegs Baustellen und Bauwerke in Mitteleuropa und Schweden. 1908 erfolgte seine erste Veröffentlichung (eine lange Abhandlung über Baustatik, die er im Gefängnis geschrieben hatte) und er begann Vorlesungen am Polytechnikum zu halten. Ab 1920 war er Professor für Technische Mechanik am Polytechnikum. 1922 wechselte er auf den Lehrstuhl für Bauingenieurwesen. Er lehrte auch am Leningrader Institut für Eisenbahningenieurwesen und an der Staatlichen Universität in Leningrad. 1939 wurde er Professor und Leiter des Bauingenieurwesens an der neu gegründeten Militärischen Ingenieurtechnischen Universität und erhielt den Generalsrang. Er war leitend in der Kommission für die Konstruktion von Verteidigungsanlagen für Leningrad, wurde dann nach Moskau evakuiert und war in der Kommission für Militäringenieurwesen der Akademie der Wissenschaften der UdSSR. Galjorkin war ab 1940 bis zu seinem Tod Vorstand des Instituts für Mechanik der sowjetischen Akademie der Wissenschaften in Sankt Petersburg.
Der Galerkin-Ansatz bzw. die Galerkin-Methode ist ein Näherungsverfahren zur Lösung von partiellen Differentialgleichungen bzw. zugeordneten Variationsproblemen. Er führte diese 1915 ein; Grundlagen dieses Verfahrens schuf schon 1911 Iwan Grigorjewitsch Bubnow, so dass von der Bubnow-Galerkin-Methode (engl.: Bubnov Galerkin Method) gesprochen werden kann. Bekannt ist er auch für seine Arbeiten zur Schalentheorie, über die er 1937 eine Monographie schrieb.
Er wurde als Statiker zu vielen Projekten von Wasserkraftwerken in der Sowjetunion hinzugezogen, zum Beispiel 1929 beim Dnepr-Damm und Kraftwerk. Auch für Stahlskelettbauten wurde er oft hinzugezogen, wofür er als Spezialist galt, seit er 1913 als einer der ersten in Russland einen größeren Stahlskelettbau in einer Fabrik in St. Petersburg errichtete.
1928 wurde er korrespondierendes Mitglied der Sowjetischen Akademie der Wissenschaften und 1935 Vollmitglied. Er erhielt Leninorden (1941, 1945) und Stalinpreis (1942).
Der 1998 entdeckte Asteroid (22611) Galerkin wurde nach ihm benannt.